# Камакура шогунат
Камакура шогунат (Камакура бакуфу), прва војна диктатура у Јапану, која је управљала земљом око 150 година, од победе клана Минамото у Гемпејском рату (1185) до краткотрајне Кемо обнове царске власти (1333—1336). У овом периоду у Јапану је успостављено двовлашће: док су цар и аристократија у Кјоту задржали део својих поседа (шоен), цивилно судство и провинцијску администрацију (кокуши), цивилна власт је била потпуно подређена војним диктаторима у Камакури- најпре шогунима из династије Минамото (1192—1219), а затим шогуновим намесницима (шикен) из клана Хоџо, који су вршили власт у име обезвлашћених шогуна именованих из царске породице.

## Историја
Током 150 година после Гемпејског рата (1180—1185), јапанска влада је имала два центра, при чему је царски клан доминирао цивилним пословима у Кјоту, док су ратничке породице у Камакури—прво клан Минамото, а затим њихова тазбина, клан Хоџо —командовали оснаженим ратничким установама. Службени живот у Кјоту остао је исти као што је био вековима: тамошњи званичници су прикупљали порезе; двор је именовао функционере и решавао грађанске спорове; цареви су делили чинове. А дворани су штитили уметност, иако у осиромашеним околностима.

### Шогунат Минамото
Разлог за избледелу славу царског двора у Кјоту лежао је у Камакури. Док је Минамото Јоритомов почетни циљ био ограничен на то да себи обезбеди контролу над ратницима у свом региону, Гемпејски рат га је претворио у националног чувара мира. До 1200-их, његове административне канцеларије су додељивале земље, обезбеђивале и решавале спорове међу породицама ратника широм Јапана. Они су такође осмислили механизме да обезбеде сарадњу Кјота, слично као што су то чиниле аристократе из клана Фуџивара у ранијим вековима. Разлика је сада била у томе што цареви нису морали да сарађују са племићима из Кјота, већ са источним ратницима, класом у успону званом самураји или буши.
Овај нови аранжман имао је низ практичних последица. Прво, после пола миленијума доминације области Кинај, Јапан је имао ривалски центар моћи на истоку, град Камакура исклесан од обалних планинских обронака. Друго, борба за власт се често решавала насиљем. Јоритомо је збрисао ривале у својој породици — укључујући свог млађег полубрата, легендарног хероја Јошицунеа — са бруталношћу која није подлегла осећањима. Године 1189. искоренио је северни огранак клана Фуџивара у Хираизумију. А када је пензионисани цар Готоба изазвао владу Камакуре 1221. године, Јоритомова удовица, Хоџо Масако, насилно је угушила његову побуну (Џокју рат) и конфисковала земљу његових присталица из Кјота. Тобожњи циљ администрације Камакуре био је да спречи рат; реалност је била да су се сукоби често решавали на бојном пољу.

### Систем војне власти
Трећи резултат двојне владавине била је континуирана еволуција—или деволуција— система рицурјо (правне државе). Док је основни концепт владавине по дворском праву остао, нови војни владари су покренули процесе који су временом уништили традиционално управљање. Један знак промене било је име које је Јоритомо дао свом штабу у Камакури: бакуфу (влада шатора), термин који је традиционално означавао штаб генерала посланог да се бори против Емишија или других „варварских“ група. Ни то име ни титула шогун (генералисимус), коју је Јоритомо узео 1192. године, нису имали велики престиж у то време; заиста, Јоритомо је био више заинтересован да обезбеди дворске титуле него да га називају шогуном. Али примена војних термина на важне административне службе наговестила је фундаменталне промене које су у току. Још значајније је било појава нових војних званичника. Камакура је почела да поставља шуго-а (полицајца, заштитника или војног гувернера) над сваком провинцијом да кажњава криминалце и потврђује ратничке породице као Минамото вазале. Што је још важније, почела је да именује ратнике широм Јапана на кључно место џито (управника имања), чинећи их одговорним за управљање земљом, прикупљање пореза и спровођење закона на нивоу приватних аристократских поседа (шоен) — и на тај начин смањујући приходе аристократа из Кјота и ограничавајући њихову власт над њиховим дотадашњим приватним имањима.

### Хоџо регенти
Једна практична карактеристика старог система која се није променила била је дубок утицај регента, или људи чије су титуле скривале њихове стварне улоге. Најбољи пример је била Хоџо Масако, Јоритомова удовица, која је имала стварну моћ након што је он умро 1199. године, наводно павши са коња. Два сина наследила су Јоритома као шогуни, али је Масако била главна. Она је доминирала у влади Камакура, издавала упутства трупама и потврђивала поседовање земље, прибегавајући по потреби тајним заверама против живота своје деце. Након њене смрти 1225. године, породица њеног оца, Хоџо, доминирала је у Камакури генерацијама, при чему стварна моћ није била у владајућем цару или у шогуну, већ у регенту шогуна (шикен).

### Слабљење режима Хоџо
До друге половине 13. века, Камакура бакуфу је био у невољи, ослабљен фракцијским сукобима и све већом независношћу многих џито, као и луксузним начином живота многих званичника. Потешкоће су појачане првом јапанском директном страном претњом у последњих 500 година, монголском инвазијом новембра 1274. Јапанци су се храбро борили, а затим им је помогла озбиљна олуја која је послала Монголе у бекство, без трећине њихових људи. Током наредних година, Хоџо се припремао за још једну инвазију подизањем нових снага и изградњом одбрамбеног зида дугог 12 миља дуж северног места инвазије на Кјушу. Када су се Монголи вратили са још више трупа почетком лета 1281, Јапанци су се борили против освајача до нерешеног резултата пре него што је природа поново помогла, са тајфуном који је решио судбину Монгола. Хоџо режим је имао користи од победа у кратком року. Ратна мобилизација је проширила њихову базу моћи и многи су видели камиказе (божанске ветрове) као доказ о заштити богова Јапана и његових владара. На дужи рок, међутим, инвазије су поткопале режим. Одбрамбени напори су исцрпили државну касу и пореметили пољопривредну производњу. Захтеви бакуфу савезника за одштетом након окончања монголских битака умножавали су економске потешкоће. Традиционално, трупе су биле награђене пленом одузетим од побеђених, али ови освајачи нису оставили плен. Тако је Камакура режим био приморан да својим присталицама, укључујући свештенике који су се молили за божанску интервенцију, плаћа из сопствене ризнице. Када је влада под тешким притиском коначно зауставила такве исплате, незадовољство је порасло. Један борац чија је храброст „доказана властима” пожалио се: „Изостављен сам из општег признања заслуга, а моја туга је екстремна.”
Посебно је злокобан био пораст безакоња у годинама након инвазије, што је типично за појаву великог броја акуто или „зликовачких банди“ незадовољних људи који су прибегли насиљу у војном стилу широм провинција, уништавајући поља, палећи куће и тражећи права на земљиште или ниже порезе. Потичући и из потлачених нижих класа и из редова осиромашених самураја, ове банде су користиле широк спектар оружја — од праћки и балвана до мачева и катапулта — у настојању да добију обештећење од богатих храмова, државних порезника и других тлачитеља. Неки од њих носили су необичну одећу, укључујући женска кимона без рукава и жуте мараме најниже класе. Сви су изазвали широк страх да се земља приближава катаклизми.

### Кемо обнова
Хоџо влада се борила све до 1330-их, када ју је други грађански рат, обнова Кему, довео до краја и вратио административне функције Кјоту. Окидач за рестаурацију био је кулминација дуготрајног спора о наслеђу између ривалских кандидата за трон. Убеђени да један од империјалних ривала, Годаиго, жели не само царску столицу већ и моћ Камакуре, Хоџо га је 1331. протерао на острво Оки на западној обали Хоншуа. То није завршило ствари. Следеће године је побегао и брзо добио подршку неколико ратничких породица, укључујући клан Ашикага. Његови нови савезници су се прво удружили да отерају клан Хоџо са власти, а онда се Ашикага окренуо против самог цара, изазвавши неколико година хаотичног насиља. До 1338, Годаиго је поново побеђен, а Ашикага Такауџи је постао шогун, оснивач нове династије, шогуната Ашикага.